# 鈴木健太 (政治家)
鈴木 健太（すずき けんた、1975年〈昭和50年〉8月24日 - ）は、日本の政治家。秋田県知事（公選第21代）。無所属。
秋田県議会議員（3期）、秋田県議会副議長（第73代）、陸上自衛官などを歴任。

## 経歴
大阪府生まれ、兵庫県神戸市で育つ。
実家は新聞販売店などを営んでいた。小学生から高校まで野球に打ち込む。大学浪人中に阪神・淡路大震災が発生し、がれきの中から高齢者を救出した経験を持つ。
2000年に京都大学法学部を卒業し、陸上自衛隊に入隊する。幹部候補生学校を経て、第16普通科連隊に赴任した後、国連平和維持活動（PKO）として東ティモールやイラク復興支援活動にも派遣された。
2006年に陸上自衛隊を退職し、幹部候補生学校の同期だった妻の実家である秋田市に移住。新しい仕事を得ようと、県立図書館に通って猛勉強の末司法書士の資格を取得。2015年、自由民主党から秋田県議会議員選挙の秋田市選挙区に出馬。3度の選挙で2度トップ当選を果たし、2位当選が1回。
2021年2月19日、2021年の秋田県知事選挙への出馬を検討していると報じられたが、2月24日に立候補を見送る意向を示した。
2023年からは県議会副議長なども務める。
2024年11月15日、任期満了に伴う2025年の秋田県知事選挙への出馬を表明し、同年11月26日に秋田県議会を辞職し、2025年1月31日には自由民主党を離党した。
2025年3月20日に告示された知事選挙に予定通り立候補し、元秋田県副知事の猿田和三らを破り、当選。